# Debre Tabor
Debre Tabor (na amharskom znači Planina Tabor) ili Samara je grad i woreda u sjevernoj Etiopiji. Nalazi se u regiji Amhara u Zoni Debub Volo. Grad leži na Etiopskoj visoravni na nadmorskoj visini od 2,706 m, udaljen je oko 100 km jugoistočno od Gondara i oko 50 km od Jezera Tana. Debre Tabor je poznat po Etiopiji po svojih 48 izvora.
Grad ima zračnu luku Debre Tabor (ICAO kod HADT, IATA kod DBT)

## Povijest
Debre Tabor je u svojoj prošlosti bio glavni grad Etiopije za dva cara; Tevodros II., prije nego što je preselio prijestolnicu u Magdalu i Ivana IV. Zbog toga je broj stanovnika u 19. stoljeću jako varirao, ovisno o tome da li je li car bio u gradu ili ne? Ako je stolovao u gradu, broj stanovnika dosezao je i 30.000 stanovnika, ali ako ga nije bilo broj bi pao na 5.000 ljudi.
I danas se vode polemike o tome kad je utemeljen Debre Tabor, naime postoje dvije teze; po jednoj grad je osnovao Ras Ali krajem 18. stoljeća, po drugoj grad je osnovao Ras Gugsa također u 18. st. U svakom slučaju Debre Tabor bio je sjedište careva i lokalnih rasova u 18. st. i 19. st. iz tog vremena postoji nekoliko crkava i ostatci dviju palače.
Debre Tabor opljačkala je vojska iz pokrajine Lasta 1835.
Ras Ali izgradio je četiri crkve u Debre Taboru: Ijasus na jugoistočnoj planini, Enatitu Marjam i Legitu Marjam na istoku, i Tegur Mikael na sjeveru grada. On je podigao i drugu manju gradsku palaču za svoju majku, caricu Menen Liben Amede.
Car Tevodros II. je osobno spalio grad u svibnju 1853., nakon što je porazio Ras Alija, ali je i nakon toga koristitio Debre Tabor kao svoje sjedište sve dok prilike nisu postale toliko loše da je bio prisiljen napustiti grad u listopadu 1867., za svoje novo sjedište odabrao je Makdalu. Car Ivan IV. također je često boravio u Debre Taboru, za njegove vladavine podignuta je crkva Heruj Georgis. U Debre Taboru je okrunjen Tekle Hajmanot za neguša od Godžama u siječnju 1881.
Odmah po svom osnutku Etiopska banka, otvorila je 1931. svoju podružnicu s dvoje zaposlenih u Debre Taboru. Za vrijeme Drugog talijansko-abesinskog rata grad su zauzele talijanske jedinice koje su nastupale iz Bahir Dara 28. travnja 1936. Tijekom njihove okupacije izgrađen je telegraf i obnovljen poštanski ured, oni su izgradili cestu od Gondara preko Debre Tabora do Desea, tad je izgrađena i prva džamija u gradu, i bitno proširena plantaža eukaliptusa. Unatoč svim tim boljicima, već u kolovozu 1937. gotovo istovremeno, zbilo se više spontanih napada lokalnih partizana na talijanske namjesnike u okolici Debre Tabora i Bahir Dara. Nakon nekoliko mjeseci upornih napada na grad, britanci su uspjeli uvjeriti pukovnika Angelinija da se preda 6. srpnja 1941., tako je britanska vojska mogla nastaviti napad prema važnom talijanskom uporištu Gondar.
Pri kraju vladavine vojnog režima Derg u rujnu 1975., Debre Tabor zauzeli su lokalni pobunjenici i njihovi sljedbenici, oni su ubili guvernera te protjerali kineske cestograditelje i evangeličke misionare koji su vodili bolnicu. Vladine snage uspostavile su kontrolu nad gradom tek nakon mjesec dana.

## Stanovništvo
Prema podacima Središnje statističke agencije Etiopije -(CSA) za 2005., Debre Tabor imao je 39,052 stanovnika, od toga 20,078 muškaraca i 18,974 žena. Woreda ima oko 5.85 km², tako da Debre Tabor ima gustoću naseljenosti od 6,675.60 stanovnika na km².
Najveća etnička grupa u gradu i woredi su Amharci (98.93%); amharski govori 99.26%, 92.62% su vjernici Etiopske tevahedo crkve a 6.15% stanovnika su muslimani.

## Vanjske poveznice
- John Graham: Cities of Ethiopia: Debre Tabor na portalu Addis Tribune (engl.)